# Bis(undekafluorodiantymonian) tetraksenonozłota
Bis(undekafluorodiantymonian) tetraksenonozłota, AuXe
4(Sb
2F
11)
2 – nieorganiczny związek chemiczny ksenonu na zerowym stopniu utlenienia oraz złota na II stopniu utlenienia z fluorem i antymonem. Ma on charakter soli, w której kationem jest AuXe2+
4, a anionami są Sb
2F−
11. Wyniki dotyczące syntezy opublikował zespół prof. Konrada Seppelta z Wolnego Uniwersytetu Berlińskiego w październiku 2000 roku. Obok nietypowych stopni utlenienia złota i ksenonu niezwykła w tym związku jest również rola ksenonu, który występuje tutaj w charakterze ligandu metalu przejściowego.
AuXe
4(Sb
2F
11)
2 był pierwszym przykładem związku, w którym stwierdzono istnienie wiązania chemicznego pomiędzy gazem szlachetnym i metalem szlachetnym. Za jego syntezę Konrad Seppelt otrzymał w 2001 roku od Niemieckiego Towarzystwa Chemicznego nagrodę Wilhelma Klemma.

## Otrzymywanie i właściwości
AuXe
4(Sb
2F
11)
2 został otrzymany w wyniku redukcji AuF
3 za pomocą ksenonu w obecności kwasu fluoroantymonowego. Reakcję tę przeprowadzono w temperaturze −40 °C, uzyskując ciemnoczerwony roztwór, z którego w temperaturze −78 °C wykrystalizowały trójskośne ciemnoczerwone kryształy. Na podstawie wyników badań krystalograficznych przypisano im strukturę soli AuXe2+
4(Sb
2F
11)2−
2 i obliczono ich gęstość (3,696 g/cm³ w −120 °C). Związek ten jest nietrwały i traci (w sposób odwracalny) ksenon:
AuXe
4(Sb
2F
11)
2 ⇄ Au2+
 + 4Xe + 4SbF
5 + 2F−

Z tej przyczyny do utrzymania stabilności kompleksu w temperaturze pokojowej wymagana jest atmosfera ksenonu o ciśnieniu 1000 kPa (ok. 10 atm). Po usunięciu ksenonu w warunkach próżniowych uzyskano krystaliczny heksafluoroantymonian złota(II), Au(SbF
6)
2, jedną z nielicznych znanych soli zawierających kation złota na II stopniu utlenienia.
Opisywany kompleks występuje w dwóch odmianach krystalicznych: trójskośnej i tetragonalnej. Jasnobrązowe kryształy odmiany tetragonalnej AuXe
4(Sb
2F
11)
2 krystalizują niekiedy (wraz z odmianą trójskośną) podczas powolnego chłodzenia jego roztworu w mieszaninie HF z SbF
5 z temperatury pokojowej do −40 °C.
Opisana synteza AuXe
4(Sb
2F
11)
2 nie była zaplanowana. Oryginalnym zamiarem badaczy było otrzymanie fluorku złota(I) i zastosowali oni ksenon jako łagodny czynnik redukujący o bardzo słabych własnościach koordynujących po to, aby uniknąć utworzenia kompleksu – nieoczekiwanie proces redukcji zatrzymał się na II stopniu utlenienia, a ksenon skompleksował powstający kation tworząc AuXe2+
4.

## Przebieg reakcji
Pośród produktów reakcji zestalonych w temperaturze −60 °C zidentyfikowano również zielone kryształy Xe+
2Sb
4F−
21 – związku scharakteryzowanego wcześniej w 1997 roku. Kluczową rolę odgrywa tu ekstremalnie wysoka kwasowość Brønsteda HSbF
6 – obecne w roztworze jony AuF−
4 są finalnie protonowane do kationów Au(HF)3+
4. Kationy te, ze względu na bardzo słabe właściwości zasadowe HF, mogą być rozpatrywane niemal jak nagi kation Au3+
 i dzięki temu wykazują o wiele wyższy potencjał utleniający od anionów AuF−
4. Potencjał ten jest wystarczający do reakcji redoks z ksenonem, w wyniku której powstają kationy Au2+
(HF)
n. Reakcja kompleksowania powstających kationów złota(II) jest równowagowa:
Au2+
(HF)
n + 4Xe ⇌ AuXe2+
4 + nHF
Aby jej równowaga była przesunięta w prawą stronę, ksenon musi być najsilniejszą zasadą w układzie, sytuacja taka następuje w superkwasie, jakim jest HSbF
6. Sumaryczny przebieg reakcji także wskazuje na istotną rolę protonowania:
AuF
3 + 6Xe + 3H+
 → AuXe2+
4 + Xe+
2 + 3HF

## Struktura

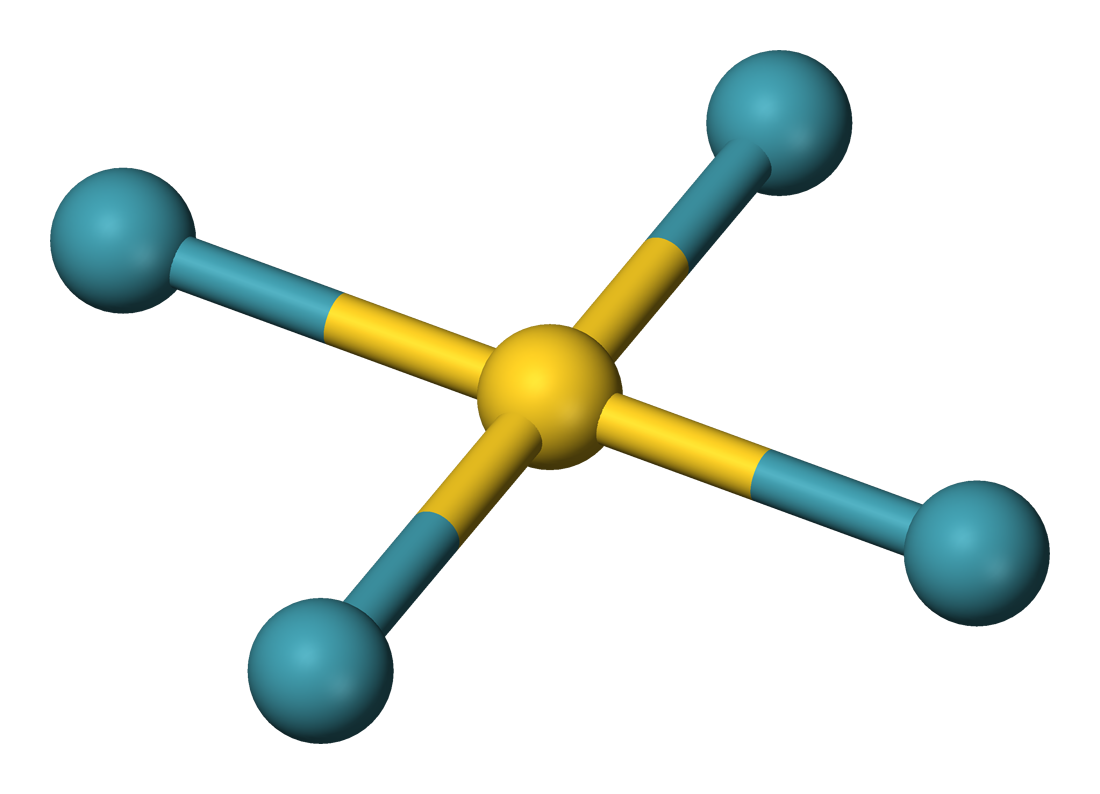
Budowa kationu AuXe4(2+)

Pod koniec lat 60. XX wieku w czasie badania struktury kompleksu XeF
2·2SbF
5 ustalono, że anion Sb
2F−
11 zawiera fluorowe wiązanie mostkowe pomiędzy atomami antymonu. Strukturę kationu oraz ogólną budowę związku ustalono w wyniku badań krystalograficznych z zastosowaniem promieniowania Mo-Kα oraz monochromatora grafitowego.

### Układ trójskośny
Temperatura pomiaru T = −120 °C; rozmiary komórki elementarnej: a = 794,0(1) pm, b = 917,7(1) pm, c = 1739,1(3) pm, α = 99,539(5)°, β = 92,640(4)°, γ = 94,646(5)°; objętość komórki krystalicznej V = 1243,4×106 pm³; grupa przestrzenna P1, liczba jednostek molekularnych w komórce Z = 2, obliczona gęstość ρcalc = 3,696 g/cm³. Na tej podstawie ustalono, że kation AuXe2+
4 ma budowę planarną, a odległość pomiędzy atomami Au i Xe wynosi 274 pm. Struktura kationu stabilizowana jest oddziaływaniami z atomami fluoru pochodzącymi z anionu.

### Układ tetragonalny
Temperatura pomiaru T = −100 °C; rozmiary komórki elementarnej: a = 944,1(1) pm, c = 2763,1(5) pm; objętość komórki krystalicznej V = 2463,1×106 pm³; grupa przestrzenna P43212, liczba jednostek molekularnych w komórce Z = 8.